# Norma (nome)
Norma  è un nome proprio di persona italiano femminile.

## Varianti
- Maschili: Normo[1][4]

## Origine e diffusione

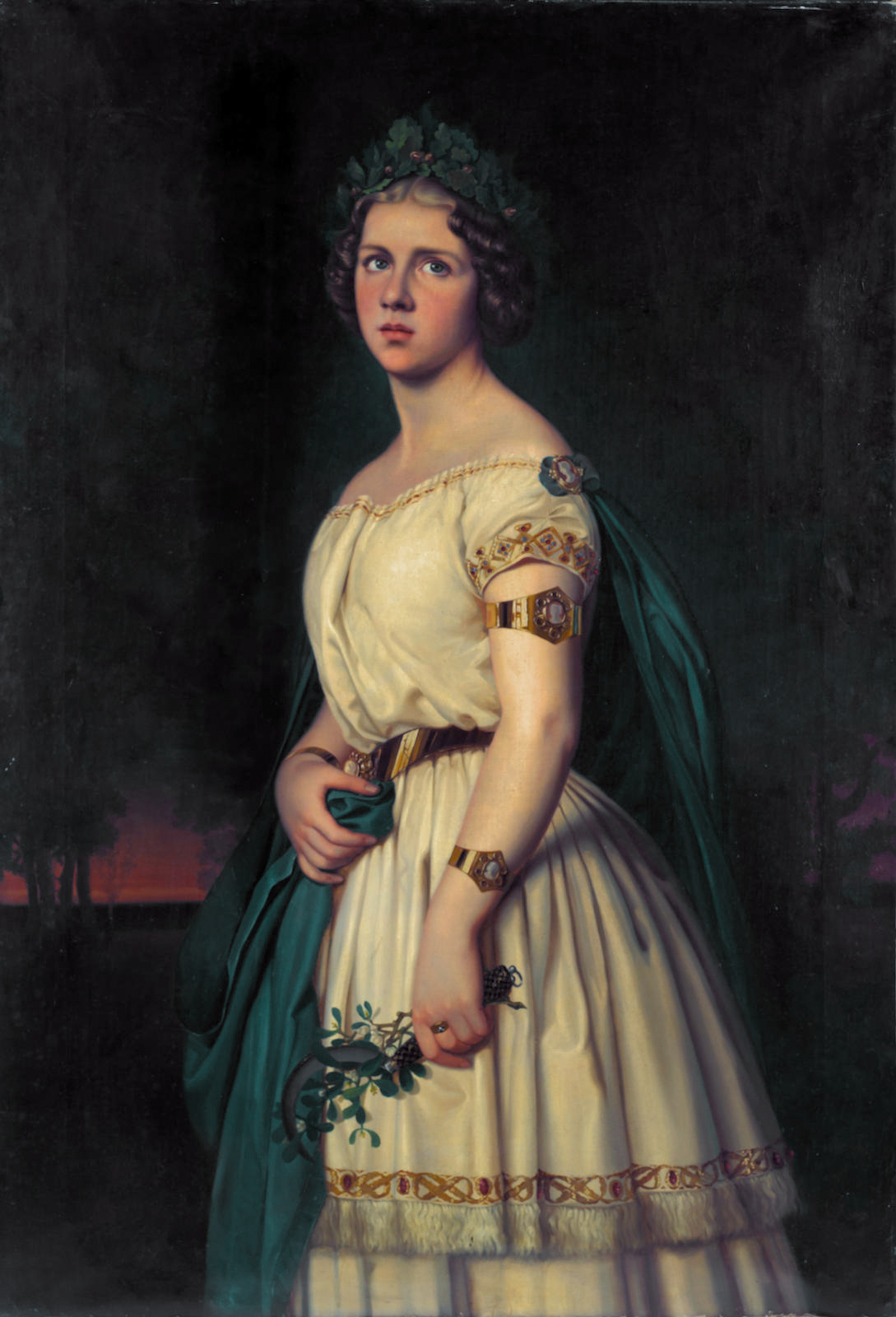
Jenny Lind nei panni di Norma, dipinta da Olaf Johan Södermark

Si tratta di un nome di origine letteraria, creato da Felice Romani per la protagonista dell'opera di Vincenzo Bellini Norma (1831). Si tratta probabilmente di un'invenzione priva di una reale etimologia, anche se spesso viene ricondotto al latino norma ("regola", "norma", una derivazione però improbabile) oppure all'etnonimo dei Normanni. Va inoltre notato che esistono sporadiche testimonianze dell'uso di un nome Norma antecedenti la composizione dell'opera, ad esempio una donna inglese così chiamata nel 1203.
In Italia, il nome è diffuso principalmente in Toscana ed Emilia-Romagna, e più in generale nel Centro-Nord. È ben attestato anche in inglese moderno, dove si registra anche il diminutivo Normina e dove viene talvolta usato come forma femminile di Norman; parte del suo successo più recente è dovuto probabilmente alla notorietà dell'attrice statunitense Norma Shearer.

## Onomastico
Il nome è adespota, non essendoci sante che lo abbiano portato. L'onomastico può essere festeggiato quindi il 1º novembre, giorno di Ognissanti.

## Persone
- Norma Aleandro, attrice argentina

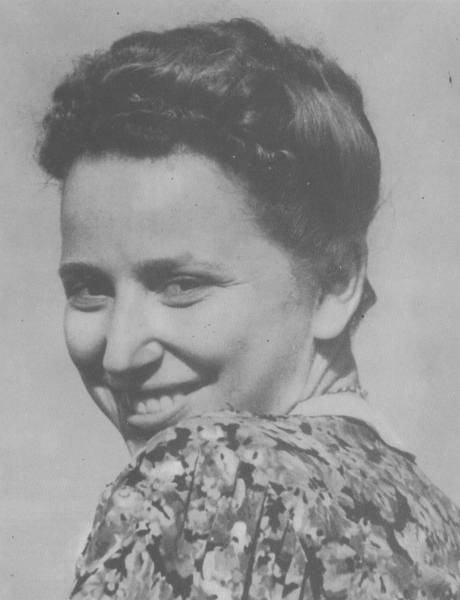
Norma Cossetto

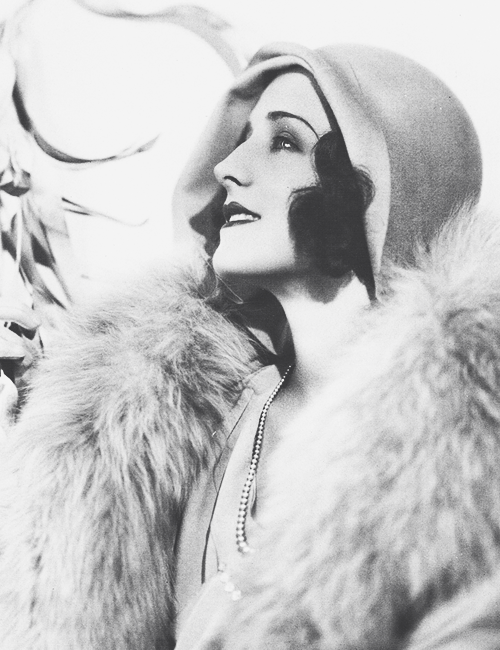
Norma Shearer

- Norma Jeane Baker, vero nome di Marilyn Monroe, attrice, cantante, modella e produttrice cinematografica statunitense
- Norma Barbolini, partigiana italiana
- Norma Baylon, tennista argentina
- Norma Bengell, attrice, cantante e regista brasiliana
- Norma Blum, attrice brasiliana
- Norma Bruni, cantante italiana
- Norma Gladys Cappagli, modella argentina
- Norma Cossetto, studentessa italiana vittime delle Foibe
- Norma Marcos, regista palestinese naturalizzata francese
- Norma Mascellani, pittrice italiana
- Norma Nolan, modella argentina
- Norma Pons, attrice e vedette argentina
- Norma Pratelli Parenti, partigiana italiana
- Norma Rangeri, giornalista italiana
- Norma Santini, schermitrice venezuelana
- Norma Shearer, attrice canadese naturalizzata statunitense
- Norma Smallwood, modella statunitense
- Norma Talmadge, attrice e produttrice cinematografica statunitense
- Norma Webb, truccatrice britannica

## Il nome nelle arti
- Norma è un personaggio dell'opera omonima di Vincenzo Bellini.
- Norma è un personaggio della sitcom Norma e Felice.
- Norma Bates è un personaggio del romanzo di Robert Bloch Psycho, e del film del 1960 ad esso ispirato, Psyco, diretto da Alfred Hitchcock.
- Norma Desmond è un personaggio del film del 1950 Viale del tramonto, diretto da Billy Wilder.
- Norma Jeggings è un personaggio della serie televisiva Twin Peaks.
- Norma Rae è un personaggio del film omonimo del 1979, diretto da Martin Ritt.
- Norma è la protagonista della canzone omonima di Tony Dallara del 1963.